# Земля Диксона
Земля Диксона (норв. Dickson Land) — часть территории острова Западный Шпицберген (архипелаг Шпицберген, Норвегия).
Земля Диксона расположена в центральной части острова между Исфьордом и Вийдефьордом. Представляет собой полуостров, зажатый между двумя ветвями Исфьорда — Бильлефьордом и Диксонфьордом. Назван в честь Оскара Диксона (1823—1897), шведского магната, финансировавшего многие арктические экспедиции.